# Varnsdorfská hruška
Varnsdorfská hruška je památný strom ve Varnsdorfu rostoucí na travnaté ploše mezi Truhlářskou a Thälmannovou ulicí.

## Základní údaje
- Název: Varnsdorfská hruška
- Výška: 12 m (2007)
- Obvod: 300 cm (2007)
- Výška koruny: 10 m (2007)
- Šířka koruny: 12 m (2007)
- Věk: 120–140 let
- Sanace: ne

## Stav stromu
V rámci Šluknovského výběžku se jedná o raritní strom, jedná se o strom s morfologií blízkou původní krajové formě hrušně, strom je v dobrém zdravotním stavu, je velice mohutný a má vysokou estetickou hodnotu.

## Strom roku
Hruška stojí na pozemku, který byl jeho majiteli po roce 1948 zabrán a na němž se nacházel hruškový a švestkový sad. Po roce 1989 byl sad vrácen původnímu majiteli. Ten chtěl na pozemku podnikat, a nechal sad vykácet. Zůstala stát jen jedna hruška a pár menších stromů. Hruška se stala vítězem regionálního kola ankety o nejsympatičtější strom Varnsdorfu. Varnsdorfská hruška je jediným stromem, který celostátní anketě Strom roku 2006 zastupovat Ústecký kraj. Varnsdorfská hruška v anketě strom roku skončila na 11. místě.

## Památné a významné stromy v okolí
- Dub u nemocnice
- Dub v Kostelní ulici
- Topol u varnsdorfského nádraží
- Lípa v Karlově ulici